# Syrphophagus smithi
Syrphophagus smithi är en stekelart som beskrevs av Kamal 1926. Syrphophagus smithi ingår i släktet Syrphophagus och familjen sköldlussteklar. Inga underarter finns listade i Catalogue of Life.